# ピック・ミー・アップ・オフ・ザ・フロア
『ピック・ミー・アップ・オフ・ザ・フロア』（Pick Me Up Off the Floor）は、アメリカのシンガー＝ソングライター、ノラ・ジョーンズの7枚目のスタジオアルバム。2020年6月12日にブルーノート・レコードからリリースされた。過去のジョーンズのラウンジ・ミュージックから離れて、『ピック・ミー・アップ・オフ・ザ・フロア』は主にジャズ・ポップ、オーケストラル・ジャズ、ブルース、ジャズ・フォークのレコードであり、ゴスペル、ソウル、カントリー、ファンク、ヒップホップなどの要素が取り込まれている。

## 評論家の反応
| 専門評論家によるレビュー | 専門評論家によるレビュー |
| 総スコア                 | 総スコア                 |
| 出典                     | 評価                     |
| ------------------------ | ------------------------ |
| Metacritic               | 83/100                   |
| レビュー・スコア         |                          |
| 出典                     | 評価                     |
| オールミュージック       | [ 12 ]                   |
| American Songwriter      | [ 13 ]                   |
| インデペンデント         | [ 9 ]                    |
| musicOMH                 | [ 14 ]                   |
| オブザーバー             | [ 15 ]                   |
| デイリー・テレグラフ     | [ 16 ]                   |
| Tom Hull                 | B+ ()                    |

『ピック・ミー・アップ・オフ・ザ・フロア』はMetacriticで10件のレヴューから83/100の平均スコアを得て、「世界的な称賛」を受けた。
PostGernreの執筆者である音楽ジャーナリストのロブ・シェファードはこのアルバムを「そのコアにおいて『ピック・ミー・アップ・オフ・ザ・フロア』は、これまでのジョーンズのキャリアに基づいて構築されており、これまでの作品ではできなかった方法で、よりまとまりのある作品に統合している。これは彼女のこれまでで最も成熟した収集された作品である」と要約している。ヴァラエティ誌のライアー・フィリップスはこのアルバムを称賛して「嵐雲のブルースからオーケストラル・ジャズ・ポップ、しなやかなモータウンまで境界を押し広げて、このアルバムはジョーンズの計り知れない能力によって大きな感情をシンプルに伝える」と述べている。

## 収録曲
| #         | タイトル                   | 作詞・作曲         | 時間  |
| --------- | -------------------------- | ------------------ | ----- |
| 1.        | 「How I Weep」             | Norah Jones        | 4:42  |
| 2.        | 「Flame Twin」             | Jones              | 3:21  |
| 3.        | 「Hurts to Be Alone」      | Jones              | 3:25  |
| 4.        | 「Heartbroken, Day After」 | Jones              | 4:12  |
| 5.        | 「Say No More」            | Jones Sarah Oda    | 4:58  |
| 6.        | 「This Life」              | Jones              | 2:38  |
| 7.        | 「To Live」                | Jones              | 4:28  |
| 8.        | 「I'm Alive」              | Jones Jeff Tweedy  | 4:16  |
| 9.        | 「Were You Watching?」     | Jones Emily Fiskio | 5:16  |
| 10.       | 「Stumble on My Way」      | Jones              | 3:53  |
| 11.       | 「Heaven Above」           | Jones Tweedy       | 4:15  |
| 合計時間: | 合計時間:                  | 合計時間:          | 45:25 |

| #         | タイトル                       | 作詞・作曲            | 時間  |
| --------- | ------------------------------ | --------------------- | ----- |
| 12.       | 「Street Stranger」            | Jones Fiskio          | 4:43  |
| 13.       | 「Tryin' to Keep It Together」 | Jones Thomas Bartlett | 4:00  |
| 合計時間: | 合計時間:                      | 合計時間:             | 54:11 |

| #         | タイトル                            | 作詞      | 作曲・編曲 | 演出           | 時間 |
| --------- | ----------------------------------- | --------- | ---------- | -------------- | ---- |
| 1.        | 「I'm Alive」(music video)          |           |            | Mara Whitehead | 4:16 |
| 2.        | 「I'm Alive」(Japanese lyric video) |           |            | 川上未映子     | 4:17 |
| 3.        | 「Flipside」(music video)           |           |            | Sam Kuhn       | 3:50 |
| 4.        | 「Begin Again」(lyric video)        |           |            |                | 3:39 |
| 合計時間: | 合計時間:                           | 合計時間: | 70:11      |                |      |

## パーソネル
- ノラ・ジョーンズ - ボーカルとピアノ(全曲)、ウーリッツァー・エレクトリック・ピアノ(3)、ハモンドB3オルガン(3)、ドラムス(6)、チェレスタ(11)
- アヤネ・コザサ（英語版） - ヴィオラ(1)
- ポール・ヴィアンコ（英語版） - チェロ、弦楽編曲(1)
- ブライアン・ブレイド - ドラムス(2–6, 9)
- ピート・レム - ハモンドB3(2, 3)、シンセサイザーとエレクトリック・ギター(2)
- ジョン・パティトゥッチ - エレクトリック・ベース(2)
- クリストファー・トーマス - アップライト・ベース(3, 4, 9)
- ルビー・アマンフ（英語版）とサム・アシュワース - バッキング・ボーカル(3, 4, 9)
- マウロ・レファスコ（英語版） - シェイカー(3)
- ダン・イード - ペダル・スティール・ギター(4, 10)
- レオン・ミッチェルズ（英語版） - テナー・サクソフォン(5, 7)
- デイヴ・ガイ - トランペット(5, 7)
- ジェシ―・マーフィー（英語版） - アップライト・ベース(5–7)
- ネイト・スミス（英語版） - ドラムス(7)
- ジェフ・トウィーディ（英語版） - アコースティック・ギターとエレクトリック・ギター(8, 11)、エレクトリック・ベース(8)
- スペンサー・トウィーディ（英語版） - ドラムス(8)
- マッズ・スウィフト - ヴァイオリンとバッキング・ボーカル(9)
- ジョシュ・ラタンジー（英語版） - エレクトリック・ベース(10)
- ダン・リーザーとジョシュ・アダムス - ドラムス(10)

技術
- ノラ・ジョーンズ - 製作(8, 11を除く)
- ジェフ・トウィーディ - 製作(8, 11)
- ブランドン・ボスト - 録音エレクトリック・レディ・スタジオ（ニューヨーク市）にて(1)
- アンディ・トーブ - 録音ブルックリン・レコーディング（ニューヨーク市ブルックリン）にて(2, 5–7, 10)
- パトリック・ディレット（英語版） - 録音リザヴォア・スタジオ（ニューヨーク）にて(3, 4, 9)
- マット・マリネッリ - 追加録音レインボウ・スター（ブルックリン）にて(2–4, 6, 9, 10)、ミキシング(1, 2, 4)
- ジェイク・オーウェン - 追加録音スーパーリーガル・スタジオ（ニューヨーク）にて(3)
- ホーマー・スタインワイス（英語版） - 管楽器録音ダイアモンド・マイン・スタジオ（コロンバス (オハイオ州)）にて(5, 7)
- ジェイミー・ランドリー - ミキシングフラックス・スタジオ（ニューヨーク）にて(3–7, 9)
- トム・シック - 録音とミキシングザ・ロフト（シカゴ）にて(8, 11)
- マーク・グリーンバーグ - エンジニア(8, 11)
- サミュエル・ワール - アシスタントブルックリン・レコーディング（ニューヨーク市ブルックリン）にて(2, 5–7, 10, 11)
- ジョン・ミュラーおよびジョーイ・ワンシュ - アシスタント(3–7, 9)
- ジェイムズ・ヨスト - アシスタント(3, 4, 9)
- グレッグ・カルビ（英語版）とスティーヴ・ファローネ - マスタリングスターリング・サウンド（ニュージャージー州エッジウォーター）にて
- フランク・ハーキンズ - 美術監督、デザイン
- ダイアン・ルッソ - 写真

## チャート
| チャート(2020年)                               | 最高 順位 |
| ---------------------------------------------- | --------- |
| オーストラリア (ARIA)                          | 21        |
| オーストリア (Ö3 Austria)                      | 2         |
| ベルギー (Ultratop Flanders)                   | 9         |
| ベルギー (Ultratop Wallonia)                   | 7         |
| カナダ (Billboard)                             | 65        |
| チェコ (ČNS IFPI)                              | 38        |
| オランダ (MegaCharts)                          | 16        |
| フランス (SNEP)                                | 21        |
| ドイツ (Offizielle Top 100)                    | 6         |
| ハンガリー (MAHASZ)                            | 23        |
| イタリア (FIMI)                                | 43        |
| 日本ホット・アルバム (Billboard)               | 11        |
| 日本トップ・アルバム・セールス (Billboard)     | 12        |
| 日本トップ・ダウンロード・アルバム (Billboard) | 7         |
| 日本 (オリコン)                                | 9         |
| ポーランド (ZPAV)                              | 31        |
| ポルトガル (AFP)                               | 5         |
| スコットランド (OCC)                           | 10        |
| スイス (Schweizer Hitparade)                   | 1         |
| UK アルバムズ (OCC)                            | 47        |
| US Billboard 200                               | 87        |